# Gobernador
Un gobernador es un líder administrativo y jefe de un sistema político o región política, en algunos casos, como los gobernadores generales, como jefe del representante oficial de un Estado. Dependiendo del tipo de región política o sistema político, un gobernador puede ser designado o elegido, y sus poderes pueden variar significativamente según las leyes públicas vigentes a nivel local. El adjetivo correspondiente a un gobernador es gubernamental, de la raíz latina gubernare. En un Estado federal, el gobernador puede ejercer como jefe de Estado y jefe de Gobierno de su sistema político regional, sin dejar de regirse por las leyes de la federación, que tiene su propio jefe de estado para toda la federación.

## Imperios antiguos

### Imperios prerromanos
Aunque el marco legal y administrativo de las provincias, cada una administrada por un gobernador, fue creado por los romanos , el término gobernador ha sido un término conveniente para que los historiadores describan sistemas similares en la antigüedad . De hecho, muchas regiones de la antigüedad prerromana fueron finalmente reemplazadas por gobiernos provinciales "estandarizados" romanos después de su conquista por Roma. Platón utilizó la metáfora de hacer girar el Barco del Estado con un timón; la palabra latina para timón es gubernaculum.

### Egipto
En la época faraónica, los gobernadores de cada una de las diversas provincias de los reinos del Alto y el Bajo Egipto (llamados "nomos" por los griegos, y cuyos nombres a menudo aludían a patrones locales de culto religioso) generalmente se conocían por la palabra griega.

### Sátrapas y prehelenísticos
El Imperio Medo y la Persia Aqueménida introdujeron la satrapía, probablemente inspirada por los ejemplos asirios/babilónicos, Alejandro Magno y los Diádocos igualmente helenísticos, principalmente seléucidas (gran Siria) y lagidas ('Ptolomeos' en el Egipto helenístico) en Persia posteriormente, nuevamente bajo dinastías iraníes: Partia,
la dinastía sasánida prescindió del cargo después de Sapor I (que todavía tenía 7 de ellos), reemplazándolos con pequeños gobernantes vasallos, conocidos como shahdars.

### Roma antigua
Desde la creación de las primeras provincias súbditas romanas, cada año se nombraba un gobernador para administrar cada una de ellas. La función principal de un gobernador romano era la de magistrado o juez, y la gestión de los impuestos y el gasto público en su área.
Sin embargo, bajo la República y el Imperio temprano, un gobernador también comandó fuerzas militares en su provincia. Los gobernadores republicanos eran todos hombres que habían servido en magistraturas de alto rango (el consulado o pretor) en Roma el año anterior y tenían títulos relacionados como gobernador (procónsul o propretor). El primer emperador, Octavianus Augustus (que adquirió o estableció una serie de nuevos territorios; oficialmente su estilo era republicano: Princeps civitatis), dividió las provincias en dos categorías; las gobernaciones tradicionalmente prestigiosas se mantuvieron como antes (en lo que se conoce como provincias "senatoriales"), mientras que en una variedad de otras, él mismo retuvo la gobernación formal, delegando la tarea real de administración a personas designadas (generalmente con el título legatus Augusti) . El legatus a veces nombraba a un prefecto (más tarde procurador), generalmente un hombre de rango ecuestre, para que actuara como su adjunto en una subregión de la provincia más grande: el personaje infame de Poncio Pilato en los Evangelios cristianos era un gobernador de este tipo.
Un caso especial fue Egipto, un rico dominio "privado" y un granero vital, donde el Emperador casi heredó el estatus teocrático de un faraón. El emperador estaba representado allí por un gobernador sui generis llamado praefectus augustalis , título que evocaba el culto religioso del emperador .
Los emperadores Diocleciano (ver Tetrarquía) y Constantino en los siglos III y IV d. C. llevaron a cabo una reorganización de raíz y rama de la administración con dos características principales:
- Las provincias se dividieron y se hicieron mucho más numerosas (la propia Italia, antes de que la "patria colonizadora" fuera incorporada al sistema por primera vez); luego se agruparon en diócesis , y las diócesis a su vez en cuatro prefecturas pretorianas (originalmente cada una bajo un coemperador residente);
- Las responsabilidades militares fueron removidas de los gobernadores y entregadas a nuevos funcionarios llamados comes rei militaris (el título comital también se otorgó a muchos cargos administrativos civiles y judiciales) o dux , más tarde también magíster militum.

Las prestigiosas gobernaciones de África y Asia quedaron con el título de procónsul y el derecho especial de remitir asuntos directamente al Emperador; el praefectus augustalis en Alejandría y el comites Orientis en Antioquía (véase Diócesis de Oriente) también conservaron títulos especiales. Por lo demás, los gobernadores de provincias tenían varios títulos, algunos conocidos como consularis, otros como correctores, mientras que otros como praeses . Aparte de Egipto y Oriente (Oriens , es decir, la Gran Siria), cada diócesis estaba dirigida por un gobernador conocido como vicario. Las prefecturas fueron dirigidas por praefecti praetorio(muy transformado en sus funciones de su papel en el Imperio temprano).

### Bizancio
Este sistema sobrevivió con pocos cambios significativos hasta el colapso del imperio en Occidente, y en Oriente, la ruptura del orden con las invasiones persas y árabes del siglo VII. En esa etapa, surgió un nuevo tipo de gobernador, el Strategos. Fue un papel protagonista de los temas que reemplazaron a las provincias en este punto, lo que implicó un regreso a la fusión de cargos civiles y militares que había sido la práctica durante la República y el Imperio temprano.

### Legado
Si bien la administración romana en Occidente fue destruida en gran parte por las invasiones bárbaras, su modelo fue recordado. Este modelo se hizo muy influyente a través de dos vehículos particulares: el derecho romano y la Iglesia cristiana.

## Estados alemanes
En el unificado Imperio alemán de después de 1871, los reichskommissars eran cargos administrativos que se nombraban para supervisar asuntos especiales. Por ejemplo, hubo destinado un reichskommisar para emigración (reichskommissar für das Auswanderungswesen) en Hamburgo.

## Imperio otomano
En el Imperio otomano, todos los bajás (generales) administraban una provincia del vasto imperio del gran sultán, con títulos específicos como mutessaryf; Valí que a menudo se mantuvo y revivió en los Estados sucesores orientales; Beylerbey (representado como gobernador general, ya que es designado por encima de varias provincias bajo gobernadores individuales) y dey.

## Imperio británico y Mancomunidad de Naciones

Bandera del gobernador de Gibraltar, 1982-presente

En el Imperio británico, un gobernador era originalmente un funcionario nombrado por el monarca británico (o el gabinete) para supervisar una colonia de la corona y era el jefe (a veces ficticio) de la administración colonial. Los poderes del gobernador variaban de una colonia a otra, dependiendo de su configuración constitucional; mientras que todas las colonias tenían un sistema judicial independiente, el gobernador sólo tenía poder legislativo en las colonias que carecían de Consejo Legislativo o Asamblea Legislativa. Los poderes ejecutivos conferidos al gobernador también variaban; mientras que muchas colonias tenían un Consejo Ejecutivo para ayudar en la administración de la colonia, éstos iban desde órganos similares a los gabinetes presidenciales que sólo servían como foros consultivos sin poderes ejecutivos colectivos o funciones propias mientras que el gobernador tenía una capacidad de decisión independiente, hasta ministerios parlamentarios de pleno derecho cuyas decisiones el gobernador debía ejecutar formalmente.
En la actualidad, las colonias de la corona del Reino Unido siguen siendo administradas por gobernadores que ostentan distintos grados de poder. Debido a las diferentes constituciones de las antiguas colonias del Reino Unido, el término gobernador se refiere ahora a funcionarios con distintos grados de poder.
Los administradores del Gobierno, comisarios y altos comisarios ejercen poderes similares a los de los gobernadores. (Nota: estos altos comisarios no deben confundirse con los altos comisionados, que son el equivalente a embajadores entre los estados de la Commonwealth).
Con frecuencia se da el nombre de «Casa de Gobierno» a las residencias de los gobernadores.
El término también puede utilizarse en un sentido más genérico, especialmente para los títulos compuestos que lo incluyen: gobernador general y vicegobernador.

### Vicegobernadores reales

#### Territorios de ultramar del Reino Unido
En las restantes colonias de la corona del Reino Unido, el gobernador es normalmente una persona nombrada directamente por el Gobierno británico y desempeña un papel activo en el gobierno y la legislación (aunque normalmente con el consejo de los representantes locales elegidos). La principal responsabilidad del gobernador es la defensa y los asuntos exteriores de la colonia.
En algunos territorios menores de ultramar, en lugar de un gobernador, hay un administrador o comisario, o el cargo lo ocupa ex officio un Alto Comisario.

#### Australia
En Australia, cada estado tiene al gobernador como representante formal del soberano, como jefe del gobierno estatal. No es un cargo político, sino ceremonial. El gobernador de cada estado es nombrado por el monarca australiano con el asesoramiento del primer ministro, que es el jefe ejecutivo político del gobierno del estado (hasta 1986, los gobernadores de los estados eran nombrados por el monarca británico con el asesoramiento del gobierno británico). Los gobernadores estatales tienen poderes de reserva de emergencia, pero rara vez se utilizan. Los territorios de Australia distintos del Territorio de la Capital Australiana tienen administradores en lugar de gobernadores, que son nombrados formalmente por el gobernador general. El gobernador general es el representante del rey de Australia soberano a nivel federal y es nombrado por éste, por consejo del primer ministro de Australia.
Al igual que los gobernadores generales de Australia y otros reinos de la Commonwealth, los gobernadores de los estados suelen ejercer su poder sólo por consejo de un ministro del gobierno.

#### Canadá
En Canadá, hay gobernadores a nivel federal y provincial que, dentro de sus jurisdicciones, actúan como representantes del rey de Canadá, que es el jefe de Estado de Canadá. El gobernador federal es el gobernador general de Canadá, y el gobernador de cada provincia es el leutenant governor. El gobernador general es nombrado por el soberano a propuesta del primer ministro de Canadá, mientras que los vicegobernadores son nombrados por el gobernador general a propuesta del primer ministro. El papel del Gobernador General y de los Vicegobernadores en Canadá es principalmente ceremonial, aunque conservan la autoridad para ejercer poderes de reserva en circunstancias excepcionales.
Cada uno de los tres territorios está dirigido por un Comisionado nombrado por el Gabinete de Canadá federal. A diferencia de los vicegobernadores provinciales, no son representantes del soberano, sino del Gobierno federal.

#### Hong Kong británico (1841-1997)

Bandera de Hong Kong bajo administración británica.

En el período colonial de Hong Kong, el Gobernador de Hong Kong era el representante del soberano desde 1843, año en que se definieron oficialmente las autoridades y obligaciones del cargo mediante las Cartas Patentes de Hong Kong y las Royal Instructions, hasta la Transferencia de soberanía de Hong Kong de Hong Kong al gobierno de China en 1997. Cada gobernador era nombrado por la Monarquía del Reino Unido y poseía importantes poderes, como el de nombrar a los legisladores del consejo legislativo, el de conceder tierras, el de vetar leyes y mociones, el de indultar, etc. Al mismo tiempo, el gobernador era también el jefe del gabinete colonial, el presidente del Consejo Ejecutivo, el presidente del Consejo Legislativo (hasta 1993), así como el comandante en jefe de las Fuerzas Británicas en Hong Kong.
El último gobernador del Hong Kong británico fue Chris Patten.

#### Nueva Zelanda
El gobernador general de Nueva Zelanda es siempre el gobernador de la Dependencia Ross, sector antártico reclamado por el Reino de Nueva Zelanda.

#### Dentro del Reino Unido
Dentro del propio Reino Unido, existió el cargo de gobernador de Irlanda del Norte desde 1922 hasta la suspensión del Parlamento de Irlanda del Norte descentralizado en 1973.

#### Dentro de Inglaterra
Desde el siglo XVI hasta 1995, hubo un gobernador de la Isla de Wight, parte de Inglaterra.
Desde el reinado de Enrique VIII, el monarca ostenta el título de Gobernador Supremo de la Iglesia de Inglaterra.

## Rusia y antigua Unión Soviética
En el Imperio ruso, la gobernación (guberniya) y la gobernación general eran las principales unidades de subdivisión territorial y administrativa desde las reformas de Pedro el Grande. Éstas estaban gobernadas por un gobernador y un gobernador general respectivamente.
Un caso especial fue la Zona de los Ferrocarriles Orientales Chinos Zona, que fue gobernada como una concesión otorgada por China Imperial a la rusa 'Sociedad del Ferrocarril Oriental Chino' (en ruso Obshchestvo Kitayskoy Vostochnoy Zheleznoy Dorogi; establecida el 17 de diciembre de 1896 en San. Petersburgo, más tarde trasladada a Vladivostok), que construyó 1.481 km de vías (Tarskaya - Hilar - Harbin - Nikolsk-Ussuriski; 3 de noviembre de 1901 se abrió el tráfico) y estableció el 16 de mayo de 1898 la nueva capital, Harbin; en agosto de 1898, la defensa del Ferrocarril Oriental Chino (CER) a través del noreste de China fue asumida por Rusia (primero bajo el gobernador Priamur).
El 1 de julio de 1903, se inauguró el Ferrocarril Oriental Chino y se le otorgó autoridad de su propia Administración del CER (en ruso: Upravleniye KVZhD), conferida a los Directores del Ferrocarril Oriental Chino, con la cualidad adicional de Gobernadores de la Zona del Ferrocarril Oriental Chino (en Harbin; como tal estando del 12 de agosto de 1903 al 1 de julio de 1905 subordinada al Virreinato imperial del Lejano Oriente, véase Lüshunkou). El puesto siguió funcionando a pesar de diversos cambios políticos hasta después de la Segunda Guerra Mundial.
Algunas de las subdivisiones administrativas de Rusia están dirigidas por gobernadores, mientras que otras están encabezadas por presidentes o jefes de administración. De 1991 a 2005, eran elegidos por votación popular y, de 2005 a 2012, eran nombrados por el presidente federal y confirmados por la asamblea legislativa de la provincia. Tras el debate celebrado por la Duma Estatal en abril de 2012, se esperaba que se restablecieran las elecciones directas de los gobernadores.

## Otros países e imperios europeos

### Austria
Un Landeshauptmann (alemán) para «capitán del estado» o «gobernador del estado», literalmente 'jefe del país'; plural Landeshauptleute o Landeshauptmänner como en Estiria hasta 1861; Landeshauptfrau es la forma femenina) es un título oficial en alemán para ciertos cargos políticos equivalentes a un gobernador. Tiene usos históricos, tanto administrativos como coloniales, y en la actualidad se utiliza en Austria y en Bolzano (Tirol del Sur), provincia italiana de mayoría germanoparlante adyacente a Tirol.